# Sprâncenata
Sprâncenata es una comuna ubicada en el distrito de Olt, Rumania.

## Superficie
Posee una superficie de 64,45 kilómetros cuadrados.

## Demografía
Hasta 2021 la población era de 2008 habitantes, con una densidad de población de 31,16 habitantes por kilómetro cuadrado.